# Salamandrella keyserlingii
Espèce
Synonymes
- Isodactylium wosnessenskyi Strauch, 1870
- Isodactylium schrenckii Strauch, 1870
- Salamandrella uralensis Knipovich, 1896
- Salamandrella cristata Andersson, 1917 "1916"
- Hynobius doii Abé, 1922
- Hynobius michnoi Nikolskii, 1925
- Salamandrella keyserlingii stvorzovi Pavlov, 1932
- Salamandrella keyserlingii var. sodei-campi Kostin, 1934 "1933"
- Salamandrella keyserlingii var. kostini Pavlov, 1934
- Salamandrella keyserlingii var. austeri Pavlov, 1934
- Salamandrella keyserlingii var. dilutiores Pavlov, 1934
- Salamandrella skvorzovii Pavlov, 1934

Statut de conservation UICN

 LC  : Préoccupation mineure
Salamandrella keyserlingii, aussi connue sous le nom de salamandrelle de Sibérie, est une espèce d'urodèles de la famille des Hynobiidae.

## Répartition

Aire de répartition de Salamandrella keyserlingii.

La salamandrelle de Sibérie est l'un des amphibiens ayant la plus vaste aire de répartition connue au Monde, couvrant près de 12 millions de kilomètres carrés. Elle est aussi l'amphibien qui atteint les plus hautes latitudes dans le Monde, jusqu'à 72°N en Sibérie (mais Rana temporaria monte juste un peu moins haut dans l’extrême nord de l'Europe à proximité du Cap Nord où elle ne peut aller plus loin). De plus, elle est extrêmement abondante dans presque toute son aire de répartition.
Cette espèce se rencontre :
- en Russie : dans le nord et l'est de la Russie d'Europe, dans l'Oural et dans presque toute la Sibérie jusqu'à l’extrême nord-est (comme autour de Baie de Tchaoun), au Kamtchatka et au Primorié, elle peuple même Sakhaline et les Kouriles ;
- au Kazakhstan : près de la frontière nord ;
- en Mongolie ;
- en Chine : en Mandchourie ;
- en Corée du Nord : dans les provinces de Hamgyong du Nord, de Hamgyong du Sud et de Ryanggang ;
- au Japon : localement sur l'île d'Hokkaido.

## Publication originale
- Dybowski, 1870 : Beitrag zur Kenntnis der Wassermolche Sibiriens. Verhandlungen des Zoologisch-Botanischen Vereins in Wien, vol. 20, p. 237-242 (texte intégral).